# Svensktoppen 1998
Svensktoppen 1998 är en sammanställning av de femton populäraste melodierna på Svensktoppen under 1998.
Populärast var Peter Jöbacks Guldet blev till sand som fick ihop 11 368 poäng under 52 veckor (ett helt år). Den hade redan tillbringat 49 veckor på listan under 1997, och slog den 20 juni 1998 Streaplers rekord på 73 veckor från 1997, då med melodin Till min kära, som tog sig in på listan 1995. Sammanlagt kom Guldet blev till sand att ligga på listan i 110 veckor.
Populärast från Melodifestivalen samma år var Nannes Avundsjuk som, trots att den bara kom fyra i Melodifestivalen, fick 3047 röster under 13 veckor och blev den 13:e mest populära låten på listan.
Populäraste artisterna var Peter Jöback och Arvingarna som fick med två melodier var i årssammanfattningen.
Vikingarnas sång Kan man älska nå'n på avstånd kom att bli fortsatt populär även under 1999.

## Årets Svensktoppsmelodier 1998
| Nr | Artist                             | Titel                          | Poäng | Antal veckor |
| -- | ---------------------------------- | ------------------------------ | ----- | ------------ |
| 1  | Peter Jöback                       | Guldet blev till sand          | 11368 | 52           |
| 2  | Vikingarna                         | Kan man älska nå'n på avstånd  | 8361  | 21           |
| 3  | Arvingarna                         | De ensammas promenad           | 7723  | 26           |
| 4  | Schytts                            | Natten tänder sina ljus        | 6938  | 25           |
| 5  | Jerry Williams                     | Sista skeppet tillbaka         | 4802  | 22           |
| 6  | Kellys                             | Ett litet hjärta av guld       | 4500  | 16           |
| 7  | Arvingarna                         | Om dessa väggar kunde tala     | 3929  | 17           |
| 8  | Peter Jöback                       | En sång om oss                 | 3732  | 14           |
| 9  | Hasse Andersson & Kvinnaböske Band | Har jag sagt till dig idag...  | 3658  | 13           |
| 10 | Sven-Ingvars                       | Älskar du mej                  | 3143  | 11           |
| 11 | Barbados                           | Nu kommer flickorna            | 3132  | 15           |
| 12 | Streaplers                         | Livet                          | 3109  | 12           |
| 13 | Nanne                              | Avundsjuk                      | 3047  | 13           |
| 14 | Lotta Engbergs                     | Åh vad jag älskade dig just då | 2891  | 12           |
| 15 | Kindbergs                          | Ännu blommar kärleken          | 2768  | 10           |